# Henri-Évrard de Dreux-Brézé

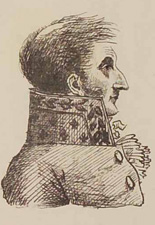
Henri-Evrard, marqués de Brézé

Henri-Évrard, marqués de Dreux-Brézé (París, 6 de marzo de 1766-27 de enero de 1829) fue Gran Maestro de Ceremonias de Francia durante el reinado de Luis XVI y posteriormente durante la Restauración.

## Biografía
Nació en 1766, hijo único de Joachim de Dreux-Brézé y de Louise de Courtavel de Pézé, y nieto de Thomas de Dreux-Brézé.
En 1781, tras la muerte de su padre, sucede a este como Gran Maestro de Ceremonias de Francia, aunque no ejerce el cargo hasta 1787, cuando prepara la Asamblea de Notables convocada por Calonne. En 1788 comienza la preparación de los futuros Estados Generales de 1789.
En los propios Estados Generales, se ocupó de regular las cuestiones de etiqueta y de precedencia entre los tres Estados. Brézé no avisó al entonces presidente de la Asamblea Nacional, Bailly, de la sesión real que debía celebrarse el 23 de junio hasta el 20 de junio, momento en que ya se habían iniciado los trabajos para dicha sesión, circunstancia que propició el Juramento del Juego de Pelota. Tras la sesión real, Brézé se dirigió al tercer estado para reiterar las órdenes de Luis XVI de que los Estados debían reunirse separadamente, provocando la famosa respuesta de Mirabeau: 

"¡Sí, señor mío, hemos oído lo que se ha inspirado al rey! Pero vos que no podéis ser ante los Estados el intérprete de su voluntad; vos, que no tenéis aquí asiento ni derecho a hablar, no tenéis autoridad para recordarnos sus palabras. Pero para ser claro y breve, os digo, que si os han encargado echarnos de aquí, habréis de emplear la fuerza: pues sólo cederemos ante la fuerza de las bayonetas."

En 1790, tras la huida a Varennes y el arresto de Luis XVI, Brézé fue arrestado inmediatamente. En 1791, retomó su servicio en la Corte, defendiendo a la familia real en la insurrección del 10 de agosto, tras la cual se retiró a sus tierras. En 1793, emigra a Suiza. Tras su vuelta a Francia, va a recibir a Luis XVIII a Calais y es nombrado de nuevo Gran Maestro de Ceremonias a la vez que par de Francia. Murió el 27 de enero de 1829, siendo sucedido en el cargo por su hijo Scipion de Dreux-Brézé.e

## Descendencia
Tuvo tres hijos con Adélaïde Philippine de Custine:
- Scipion, (1793-1845).
- Emmanuel, nacido en 1797.
- Pierre Simon, nacido en 1811.